# رستم یتیموف
رستم بابارحیمویچ یتیموف (زادهٔ ۱۳ ژوئیهٔ ۱۹۹۸) بازیکن فوتبال متولد روسیه و با تابعیت تاجیکستانی است که در باشگاه فوتبال استقلال دوشنبه بازی می‌کند.

## افتخارات
استقلال دوشنبه
- لیگ عالی تاجیکستان (۴): ۲۰۱۸، ۲۰۱۹، ۲۰۲۰، ۲۰۲۱[۱]
- جام حذفی تاجیکستان (۲): ۲۰۱۸، ۲۰۱۹[۲]
- سوپرجام تاجیکستان (۴): ۲۰۱۹، ۲۰۲۰، ۲۰۲۱، ۲۰۲۲[۳]